# (9951) Tyrannosaurus
(9951) Tyrannosaurus ist ein Asteroid des inneren Hauptgürtels. Er wurde am 15. November 1990 vom belgischen Astronomen Eric Walter Elst  am La-Silla-Observatorium der Europäischen Südsternwarte in Chile (IAU-Code 809) entdeckt.
Der Asteroid wurde am 20. November 2002 nach der ausgestorbenen Gattung Tyrannosaurus benannt, einem Echsenbeckensaurier, der als Spitzenprädator möglicherweise an der Spitze der Nahrungskette stand.